# 楊秋興
楊秋興（1956年5月15日—），中華民國無黨籍政治人物，高雄市燕巢區人，曾任政務委員、高雄縣縣長、立法委員、臺灣省議員。受到高雄縣縣長余陳月瑛的提拔加入民主進步黨，返回老家參曾代表高雄縣黑派，參與國民大會代表、鳳山市市長競選，皆不幸敗北。後再參選並順利當選臺灣省議員、立法委員，2001年成功轉戰高雄縣縣長，任內施政滿意度居高不下，被譽為「南方小巨人」。
2010年高雄縣市合併，於高雄市市長民進黨黨內初選中敗給陳菊，退黨參選市長落敗。2012年總統選舉力挺馬英九連任，選後出任政務委員兼行政院南部聯合服務中心主任，2013年再次加入中國國民黨，獲得徵召參選市長再度落敗。2019年宣布退出國民黨。淡出政治後從事營建業。

## 生平

### 早年
楊秋興生於1956年，出生地為高雄縣燕巢鄉角宿村滾水部落（今高雄市燕巢區角宿里）。出身貧寒農家，其祖父和父親都是農家子弟，80餘歲的母親現在仍住在燕巢區。幼時常在滾水觀水宮念書。成績名列前茅，1974年畢業於國立台南第一高級中學，1975年3月，就讀國立臺灣大學期間，加入國民黨。1979年畢業於國立臺灣大學土木工程學系，後進入中鼎工程擔任工程師。1985年於台大土木工程學研究所畢業，並再度於中鼎工程服務，與夫人林淑芬於年初結婚，長女於同年出生。
1986年，在余陳月瑛擔任高雄縣長期間，進入高雄縣政府工作，加入民進黨，為民進黨創黨後首批黨員之一。1986年至1988年年間，楊秋興於高雄縣政府擔任技士，負責縣政綜合發展計畫。
1988年，蘇南成擔任高雄市長期間，任職高雄市政府新建工程處副工程司。在吳敦義接任市長後，繼續在此職位工作，直到1994年。1989年長男出生，1990年次男出生。
1994年，楊秋興代表民進黨參選第十屆臺灣省議員議員並當選，1998年再當選第四屆立法委員至2001年。

### 高雄縣縣長

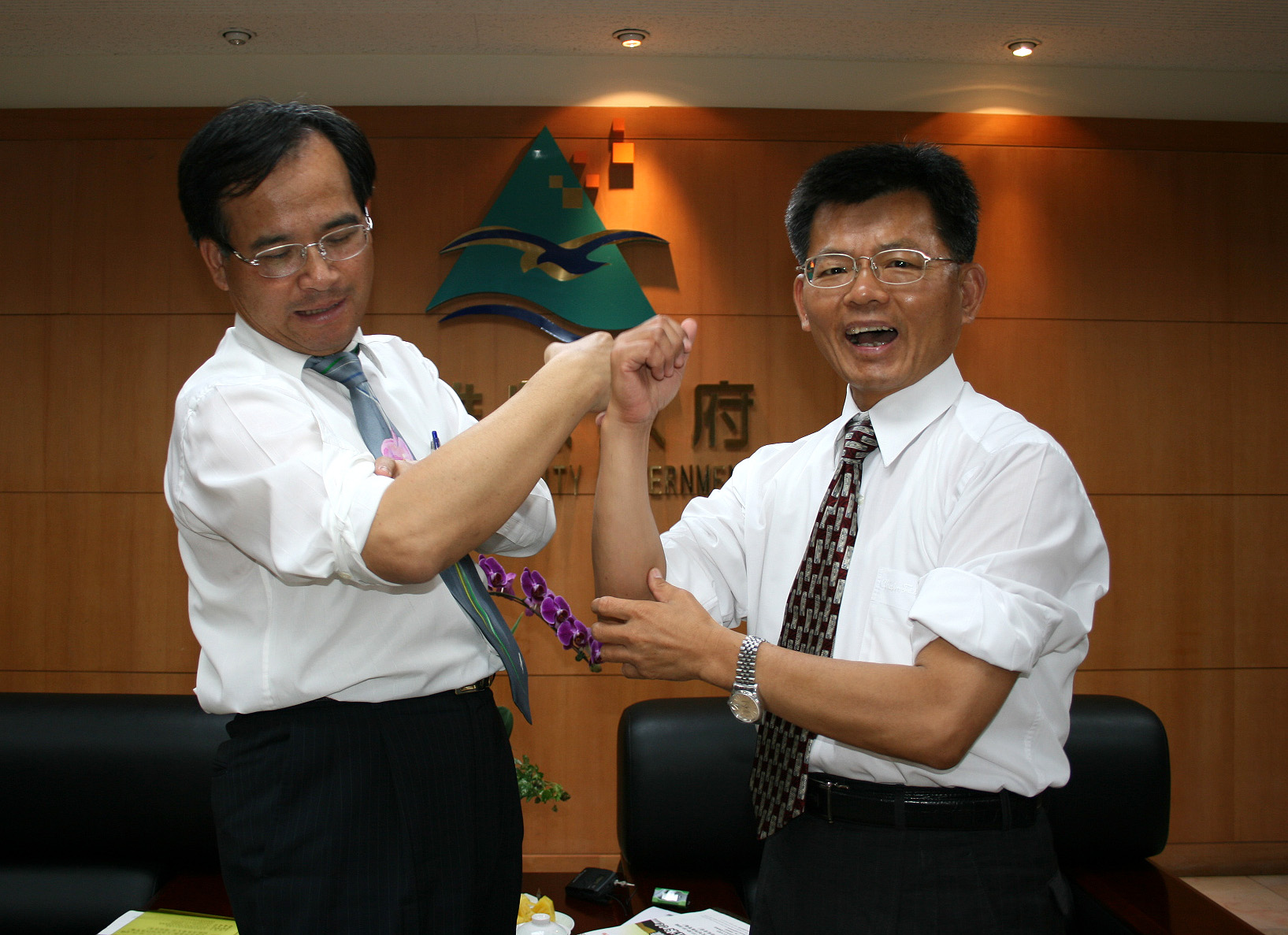
時任高雄縣縣長楊秋興與臺南縣縣長蘇煥智在高雄縣政府合照

2001年，楊秋興代表民進黨參選，當選第14屆高雄縣縣長，並且在2005年再度連任至2010年。
2008年1月14日，楊秋興於民進黨臨時中執會前說，民進黨在2008年立法委員選舉慘敗，與教育部部長杜正勝及行政院發言人謝志偉「有關係」，因為選舉要過半數，不能只是讓深綠選民覺得很棒、卻讓中間選民跑掉；楊秋興也說：「謝志偉很聰明，但是國家發言人的角色就要穩重，不應該有小丑角色，這對民進黨有影響。」2008年1月18日，楊秋興說，他的本意不是要求謝志偉下台：「第一點，我沒有要求他下台。第二點，我不是主動（點名）。國家發言人角色應該穩重，也沒有錯。當然我後半段講不應該有小丑角色，這句話是過重了點，我想我可以向謝志偉表示道歉。」 
2008年總統選舉時，質疑國民黨候選人馬英九對於自己的出生地交代不清，甚至先後出現廣東、深圳、香港等三種版本，若馬英九在香港出生也應該具有英國國籍，質疑其中是否有不可告人的秘密，要求馬英九應儘速說明清楚。
2009年8月1日至歐洲出國考察，八八水災期間，高雄縣遭到莫拉克颱風重創，楊秋興提前在8月9日返國，但仍遭到國民黨高雄縣議員炮轟。2010年8月9日，八八水災週年日，高雄縣政府過去針對災區積極重建，內政部委託民調公司針對永久屋住戶作滿意度調查，杉林鄉大愛園區住戶整體滿意度更高達89%，部份災區重建工作告一段落。

### 2010年高雄市市長選舉
2010年高雄縣市合併案通過，將合併為「高雄市」。5月6日，民進黨高雄市長候選人黨內初選，楊秋興以17%的差距敗給陳菊。楊秋興含淚表示，為了黨的團結，將全力支持陳菊。7月20日，楊秋興表示有條件支持政府推動之兩岸經濟合作架構協議（ECFA），如不簽署ECFA，台灣將成經濟孤島；如參加反ECFA遊行會覺得心虛。
8月3日，楊秋興向媒體鬆口透露「心意已定」確定參選，並與陳菊角逐大高雄市長。根據蘋果日報報導，星雲法師是楊秋興參選的重要推手。9月1日，星雲法師更表示楊秋興與黃昭順都是他支持的弟子。8月14日，曾有媒體報導「楊秋興決定參選大高雄市長，是因為星雲法師的開示」。關心政治的星雲法師對此報導表示：「他沒有來問我。」並對楊秋興參選表示祝福。
8月9日，楊秋興正式宣佈參選，並主動退出民進黨。8月10日，高雄縣政府文化局局長陳書芸宣布與楊秋興同進退，退出民進黨，並表示其父親陳哲男（民進黨籍前總統府副秘書長）也贊同此事。8月27日，維基百科的楊秋興條目在當事人宣布參選後被寫上不利的訊息，楊陣營發現後欲修改，但因條目實施半保護而無法編輯，憤而指控對手的網軍搞「小動作」。
11月27日，在高雄市市长的选举中，楊秋興获得414,950票，慘敗給民进党候选人陈菊的821,089票，最终未能当选高雄市市长。選舉後，楊秋興大腸癌復發，住院開刀，縣長卸任前夕出院。

### 縣長卸任後
楊秋興卸任後曾有傳言指出他將獲邀進入行政院擔任政务委员或參選立法委員的傳聞，不過楊秋興於2011年1月13日在高雄市博愛路成立辦公室時，否認將入內閣或參與高雄市立法委員補選。
楊秋興在2012年總統選舉中，為國民黨候選人馬英九輔選。出任國民黨立委邱毅的競選總部榮譽主任委員，也幫忙輔選國民黨立委侯彩鳳、林益世、江玲君等人。

### 政務委員時期
2012年1月31日，楊秋興出任政務委員兼行政院南部聯合服務中心主任。
2013年3月2日，「高雄市捍衛勞保權益大聯盟」發起「顧老本、戰到底」大遊行，時任行政院南部聯合服務中心主任的楊秋興接受陳情後，突然遭前民進黨高雄市議員吳銘賜從後方砸雞蛋、罵「背骨仔」（叛徒），全身多處都是蛋汁，揚言控告吳銘賜。
2013年6月30日，由立法院院長王金平及前高雄市議長陳田錨擔任推薦人，申請重新加入國民黨。7月4日，至國民黨中央黨部，向秘書長曾永權遞送恢復黨籍申請書，最後獲准，正式擁有國民黨籍。2014年1月22日，國民黨中常會通過徵召他參選高雄市市長選舉。

### 2014年高雄市長選戰
本屆選舉乃繼2010年高雄市市長選舉以來，「秋菊」兩人二度同台角逐。最終陳菊毫無意外以99萬票壓倒性的優勢順利連任，成為本屆選舉全國最高的得票，領先對手楊秋興54萬票。不僅連以往泛藍基本盤偏高左營區、楠梓區、鼓山區、鳳山區也以近乎對手兩倍的票數領先，連楊氏的故鄉燕巢區亦攻下逾六成之票數，楊秋興僅在那瑪夏區、桃源區、茂林區這三個原住民區保持微幅領先。楊秋興無法有效整合傳統泛藍支持者，又被綠營人士視為「背骨」，無法吸引泛綠選票。而民進黨出身的背景更不獲泛藍選民信任，造成如此懸殊結果。

### 臺鹽公司董事長時期
2015年4月1日，出任臺鹽公司董事長。2016年6月3日，因政黨輪替影響提前請辭。

### 後續動態
2018年，楊秋興力挺韓國瑜參選高雄市市長；韓國瑜當選後，楊秋興出任高雄市政府兩岸小組副召集人。
韓國瑜就任高雄市長後，曾和楊秋興秘密討論高雄市政府的人事布局；其後楊指責韓國瑜陣營泄漏消息，以致輿論認為自己求官。隨著韓國瑜參選2020年總統選舉態度越來越明朗，楊秋興不認同韓國瑜剛當上市長就想選總統的想法；2019年5月25日，楊秋興提出書面辭呈辭去高雄市政府兩岸小組副召集人，不接受慰留。
2019年8月15日，楊秋興因批評國民黨總統候選人韓國瑜，被國民黨高雄市黨部宣布開除楊秋興的黨籍，楊秋興則在下午召開記者會宣布繳回國民黨黨證，即日起退出國民黨，其後淡出政壇。

## 高雄縣縣長任內政策

### 產業
高雄縣於2010年的全臺招商評鑑獲第一名，執政八年多來，縣內廠商增加10,500家，產值由7,000億倍增為1兆4,000億，就業人口增加34,000人，縣內的本洲工業區也成為台商回流率最高的工業區。目前高雄科學園區內有群創光電以及惠普等科技大廠進駐，另有三個國家級的實驗室進駐高雄縣，包括已開幕的電信技術中心、計劃中的太陽能研究中心及海洋研究中心（進駐興達港）等。
曾擔任台灣環境保護聯盟高雄縣分會的創會會長，也在任內成立全台灣第一座環保科技園區，並設置低碳產業研發園區。

### 文化

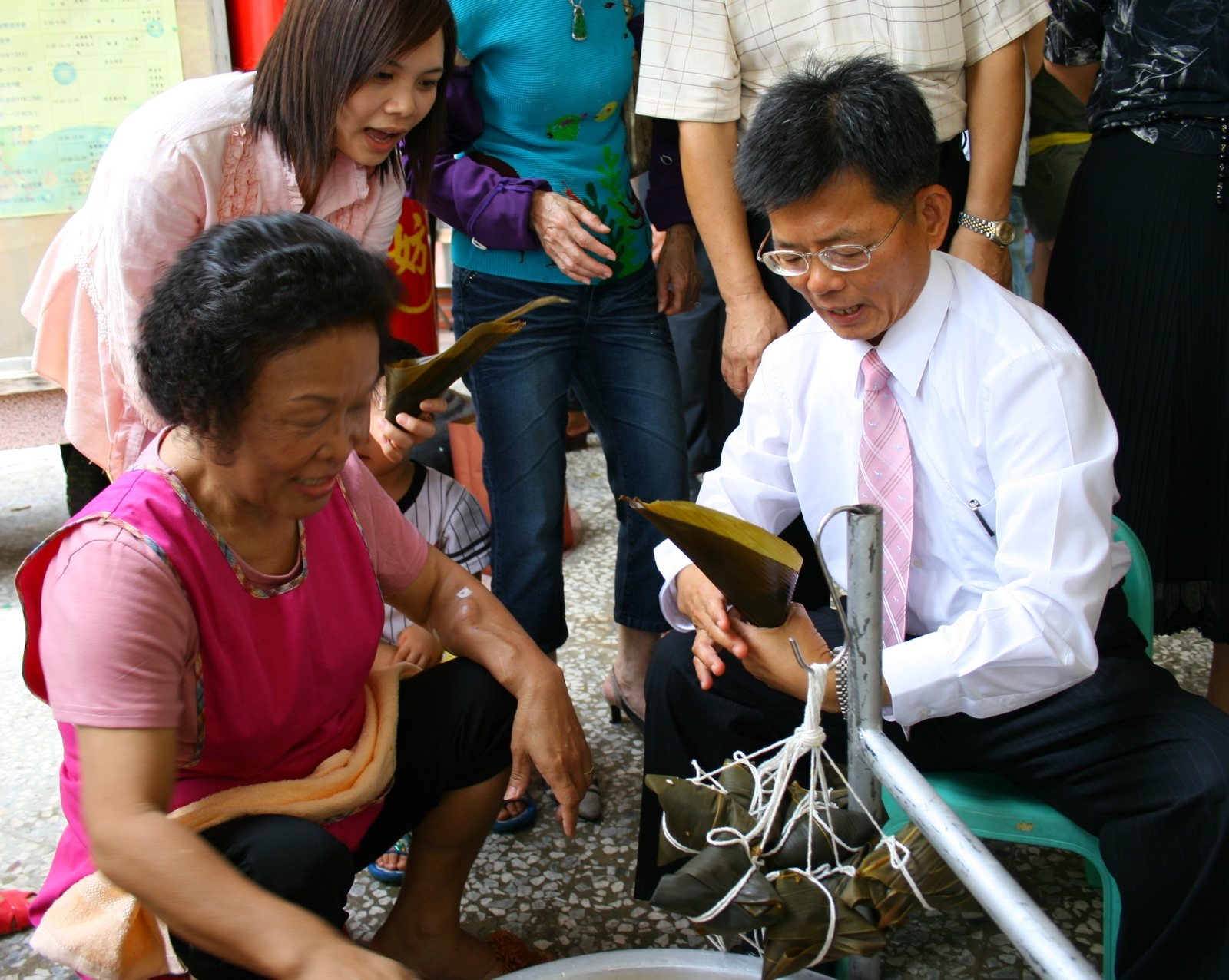
2010年6月高雄縣長楊秋興於「『粽情四海』揭愛心」活動包粽子。

推動提昇縣內的文化水準，例如讓小學生從小就接觸歌仔戲；培養欣賞藝術人口，邀請雲門舞集駐縣並且至鄉鎮巡演；爭取衛武營藝術文化中心國家級兩廳院落腳到高雄等。與國際建築師合作興建完成的大東文化藝術中心。

### 推動城市景觀
鳳山溪和曹公圳的整治工程吸引歐盟的專家前來取經。此外也積極推動百萬植樹運動，成功種植超過兩百萬棵樹，存活超過160萬棵。任內爭取軍事基地衛武營轉型為衛武營都會公園。

### 社會福利
對弱勢團體及農民較照顧，高雄縣政府社會福利績效考核連續六年獲內政部評比全國第一，也因大力協助農民行銷，使高雄縣成為全國年收入達百萬元農戶數量最多的縣市。

## 施政滿意度
- 2004年8月，施政滿意度全國第一（中國時報） [49]
- 2005年2月，施政滿意度為十六位就任滿三年縣市長排名第一（TVBS）[49]
- 2005年7月，施政滿意度五顆星（遠見雜誌）[49]
- 2006年8月，施政滿意度南部七縣市第一（天下雜誌）[49]
- 2007年6月，施政滿意度五顆星（遠見雜誌）[49]
- 2009年7月，施政滿意度五顆星（遠見雜誌）[49]
- 2010年2月5日，2009年度法務部「地方政府廉政狀況調查」，清廉度為81%[50]。
- 2010年4月29日，獲頒台大傑出校友獎[51]
- 2010年7月29日，施政滿意度五顆星（遠見雜誌）[52]
- 2010年9月，施政滿意度全台第一（天下雜誌）[53]

## 選舉紀錄
| 年度 | 選舉屆數               | 選舉區     | 所屬政黨         | 得票數  | 得票率 | 當選標記 | 備註 |
| ---- | ---------------------- | ---------- | ---------------- | ------- | ------ | -------- | ---- |
| 1991 | 第二屆國民大會代表選舉 | 民主進步黨 | 高雄縣第三選舉區 | 20,694  | 11.27% |          |      |
| 1994 | 第十屆臺灣省議員選舉   | 民主進步黨 | 高雄縣選舉區     | 88,696  | 14.81% |          |      |
| 1998 | 第四屆立法委員選舉     | 民主進步黨 | 高雄縣選舉區     | 54,204  | 9.26%  |          |      |
| 2001 | 第十四屆高雄縣縣長選舉 | 民主進步黨 | 高雄縣           | 317,763 | 54.80% |          |      |
| 2005 | 第十五屆高雄縣縣長選舉 | 民主進步黨 | 高雄縣           | 353,232 | 59.14% |          |      |
| 2010 | 第一屆高雄市市長選舉   | 無黨籍     | 高雄市           | 414,950 | 26.68% |          |      |
| 2014 | 第二屆高雄市市長選舉   | 中國國民黨 | 高雄市           | 450,647 | 30.89% |          |      |

## 資料來源
1. ↑  汪文豪. . 天下雜誌. 2011-04-14  [2019-11-06]. （原始内容存档于2020-05-06） （中文（臺灣））.
2. ↑  嚴思祺. . BBC. 2014-11-16  [2019-11-06]. （原始内容存档于2020-05-06） （中文（臺灣））.
3. ↑  . NOWnews. 2009-11-11  [2016-04-26]. （原始内容存档于2017-03-05） （中文（臺灣））.
4. ↑  蔡宗彥. . 《臺灣日報》. 2009-12-08  [2016-04-26]. （原始内容存档于2016-05-09） （中文（臺灣））.
5. ↑  . 中央通訊社. 2008-01-14.
6. ↑  . 東森新聞報. 2008-01-19.
7. ↑  雙重國籍爭議／綠質疑 藍為保馬 包庇李慶安 的存檔，存档日期2009-02-15., 自由時報, 2008-12-12
8. ↑  Standard Certificate of Life Birth: Wei-chung Ma （页面存档备份，存于）, Department of Public Health, Commonwealth of Massachusetts
9. ↑  出國考察 楊秋興提前在今天返國 （页面存档备份，存于） 中廣新聞網 2009-08-09
10. ↑  . 華視新聞. 2009-09-03  [2010-08-19]. （原始内容存档于2020-05-06）.
11. ↑  永久屋住戶 整體滿意度8成9 （页面存档备份，存于） 自由電子報 2010-8-11
12. ↑  . 蘋果日報. 2010-05-06  [2010-0819]. （原始内容存档于2010-05-09）.
13. ↑  . 中央通訊社. 2010-07-20  [2010-08-19]. （原始内容存档于2013-10-29）.
14. ↑  . 蘋果日報. 2010-08-04  [2010-08-19]. （原始内容存档于2010-08-06）.
15. ↑  . 蘋果日報. 2010-08-04  [2010-08-19]. （原始内容存档于2010-08-06）.
16. ↑  . 中廣新聞. 2010-09-01  [2010-09-01].[永久]
17. ↑  . 中央社. 2010-08-14  [2010-09-13]. （原始内容存档于2013-10-29） （中文（繁體））.
18. ↑  . TVBS網路新聞. 2010-08-09  [2010-08-19]. （原始内容存档于2016-08-07）.
19. ↑  . 中央社. 2010-08-10  [2010-09-09]. （原始内容存档于2013-10-29）.
20. ↑  . 中天新聞. 2010-08-27  [2010-08-27]. （原始内容存档于2020-05-06）.
21. ↑  關心楊秋興健康 呂秀蓮探視 的存檔，存档日期2010-12-23.
22. ↑  .   [2011-01-13]. （原始内容存档于2011-01-12）.
23. ↑  成立辦公室關心時政 楊秋興明說不選立委 的存檔，存档日期2011-01-19.
24. ↑  .   [2014-01-03]. （原始内容存档于2014-01-03）.
25. ↑  楊秋興申請入國民黨 考慮參選高雄市長 （页面存档备份，存于）. 新頭殼newtalk 2013.06.30
26. ↑  張慧雯. . 自由時報. 2015年4月1日  [2017年4月24日]. （原始内容存档于2017年5月19日）.
27. ↑  .   [2017-11-03]. （原始内容存档于2020-05-06）.
28. ↑  .   [2019-01-07]. （原始内容存档于2020-05-13）.
29. ↑  .   [2019-01-07]. （原始内容存档于2020-05-06）.
30. ↑  .   [2019-01-07]. （原始内容存档于2020-05-06）.
31. ↑  .   [2019-05-24]. （原始内容存档于2020-10-22）.
32. ↑  .   [2019-05-25]. （原始内容存档于2020-05-06）.
33. ↑  .   [2019-08-15]. （原始内容存档于2020-05-06）.
34. ↑  .   [2019-08-15]. （原始内容存档于2020-08-12）.
35. ↑  .   [2019-08-21]. （原始内容存档于2020-10-29）.
36. ↑  . 自由時報電子報. 2010-05-25  [2010-08-19]. （原始内容存档于2013-10-29）.
37. ↑  . 今日新聞網. 2010-08-10  [2010-08-19].
38. ↑  . 今日新聞網. 2010-02-04  [2010-08-19]. （原始内容存档于2010-02-09）.
39. ↑  . 中央通訊社. 2007-08-28  [2010-08-19].
40. ↑  . 台灣環境資訊協會摘錄中廣新聞網報導. 2008-07-05  [2010-08-19]. （原始内容存档于2020-05-06）.
41. ↑  . 大紀元時報網路新聞. 2003-04-11  [2010-08-19].[永久]
42. ↑  . 黑米轉載中時電子報報導. 2010-03-05  [2010-08-19].[永久]
43. ↑  . 大紀元時報網路新聞. 2003-07-10  [2010-08-19]. （原始内容存档于2020-05-06）.
44. ↑  . 今日新聞網. 2009-06-02  [2010-08-19].
45. ↑  . 行政院工程委員會摘錄中國時報報導. 2009-05-05  [2010-08-19].[永久]
46. ↑  . 大紀元時報網路新聞. 2008-10-06  [2010-08-19]. （原始内容存档于2020-05-06）.
47. ↑  . 地圖日記轉載中國時報報導. 2010-02-26  [2010-08-19].[永久]
48. ↑  . 天下雜誌. 2005-10  [2010-08-19].[永久]
49. 1 2 3 4 5 6  . 高雄縣政府.   [2010-08-19]. （原始内容存档于2010-08-07）.
50. ↑  . 自立晚報. 2010-02-05  [2010-08-19]. （原始内容存档于2016-04-12）.
51. ↑  . 自由時報網路新聞. 2010-04-29  [2010-08-19]. （原始内容存档于2013-10-29）.
52. ↑  . 聯合報網路新聞. 2010-07-29  [2010-08-19]. （原始内容存档于2014-11-13）.
53. ↑  >. 中國時報網路新聞. 2010-09-08  [2010-09-14]. （原始内容存档于2010-09-11）.

## 外部連結
- 楊秋興Facebook （页面存档备份，存于）
- YouTube上的楊秋興頻道

| 中華民國政府職務 | 中華民國政府職務                                         | 中華民國政府職務                             |
| ---------------- | -------------------------------------------------------- | -------------------------------------------- |
| 高雄縣政府       |                                                          |                                              |
| 前任： 余政憲    | 高雄縣縣長 第十四、十五屆 2001年12月20日－2010年12月25日 | 末任 與高雄市合併改制直轄市 （合併後：陳菊） |